# ستيفن بيندا
ستيفن بيندا (بالألمانية: Steven Benda) هو لاعب كرة قدم ألماني في مركز حراسة المرمى، ولد في 1 أكتوبر 1998 في شتوتغارت في ألمانيا. لعب مع سويندون تاون.